# Hugo Verriest
Hugo Nestor Verriest (Deerlijk, 25 november 1840 - Ingooigem, 27 oktober 1922) was een Vlaams priester, dichter, schrijver en redenaar. Hij was een van de belangrijkste exponenten van het cultuurflamingantisme alsook bevorderaar van de politieke Vlaamse Beweging.

## Levensloop
Omstreeks 1850 kreeg Verriest zijn eerste onderricht van Pieter Jan Renier. Als leerling van het Kleinseminarie te Roeselare kreeg hij in 1857 gedurende een negental maanden les van Guido Gezelle. In 1864 werd hij tot priester gewijd.
Tussen 1864 en 1867 was Verriest leraar aan het Sint-Lodewijkscollege in Brugge en van 1867 tot 1877 gaf hij zelf les aan het Kleinseminarie in Roeselare. Hij had er Albrecht Rodenbach en Constant Lievens als leerlingen. In 1877 werd hij rector van een nonnenklooster in Heule, in 1878 principaal van het college van Ieper, in 1888 pastoor in Wakken en in 1895 pastoor van Ingooigem.

## De Vlaamse zaak

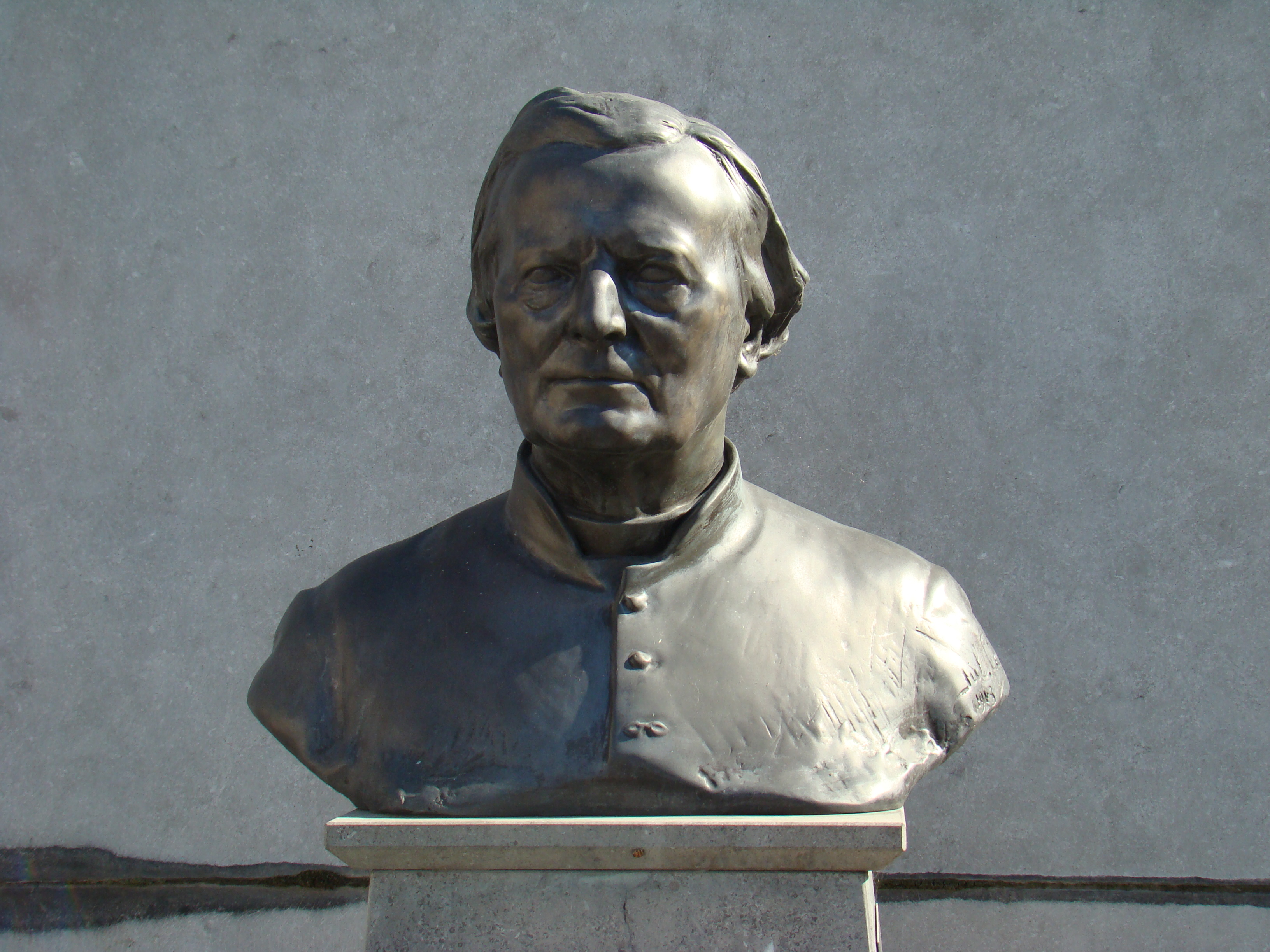
Buste Hugo Verriest aan de Hugo Verrieststraat (Post) in Roeselare

Hugo Verriest is de geestelijke vader van de Blauwvoeterij. Hij deed in West-Vlaanderen de slogan: Dat volk moet herleven! ingang vinden. Door zijn uitstraling had hij een grote invloed op zijn leerlingen die hij in de geest van priester-dichter Guido Gezelle onderwees. 
Verriest had een meer uitgesproken politiek temperament en talent in de lijn van Gezelle die zich in zijn journalistieke bijdragen tot een hevig polemist had ontwikkeld. Hij propageerde de vernederlandsing van het middelbaar en van het hoger onderwijs in geheel Vlaanderen.
Van 1877 tot 1881 was hij redacteur bij De Vlaamsche Vlagge. Hij was samen met Emiel Lauwers en Alfons Depla stichter van De Nieuwe Tijd, een weekschrift voor verstandig en geleerd volk, dat "in vrije woord zou handelen over godsdienst, maatschappelijke kwestiën en gebeurtenissen, taal en volk, kunst en wetenschap"; het verscheen te Roeselare van november 1896 tot oktober 1901. Ook werkte Verriest mee aan 't Manneke uit de Mane. Kenmerkend voor zijn brede visie is dat hij ook meewerkte aan de tweede reeks van Van Nu en Straks.
In 1906 werd hij lid van de Koninklijke Vlaamse Academie voor Taal- en Letterkunde, hij ontving ook de doctorstitel honoris causa van de Katholieke Universiteit Leuven.
Verriest was een innemend spreker en had als priester en literator een grote rol in de ontwikkeling van de Vlaamse Beweging. Hij was een strijdvaardige en emotionele persoonlijkheid en dat zorgde regelmatig voor botsingen. Zijn strijd voor de 'Vlaamse zaak' werd hem niet in dank afgenomen door zijn katholieke oversten, die hem hiervoor straften. 
Tijdens de Eerste Wereldoorlog koos Verriest geen partij voor de Vlaamse activisten of de Duitse bezetters. "Hij volgde zowel in 1914-1918 als na de Wapenstilstand de katholiek-flamingantische lijn van Frans van Cauwelaert en sloot zich niet aan bij de in 1919 opgerichte Vlaams-nationalistische Frontpartij."
De priester-dichter was een unieke verbindingsfiguur, geliefd bij zowel de katholieken als bij overtuigde socialisten, liberalen en vrijzinnigen. Hij slaagde er ook in bruggen te bouwen tussen Vlaanderen en Nederland en tussen zijn eigen bemiddelde afkomst en het gewone volk.

## Auteur

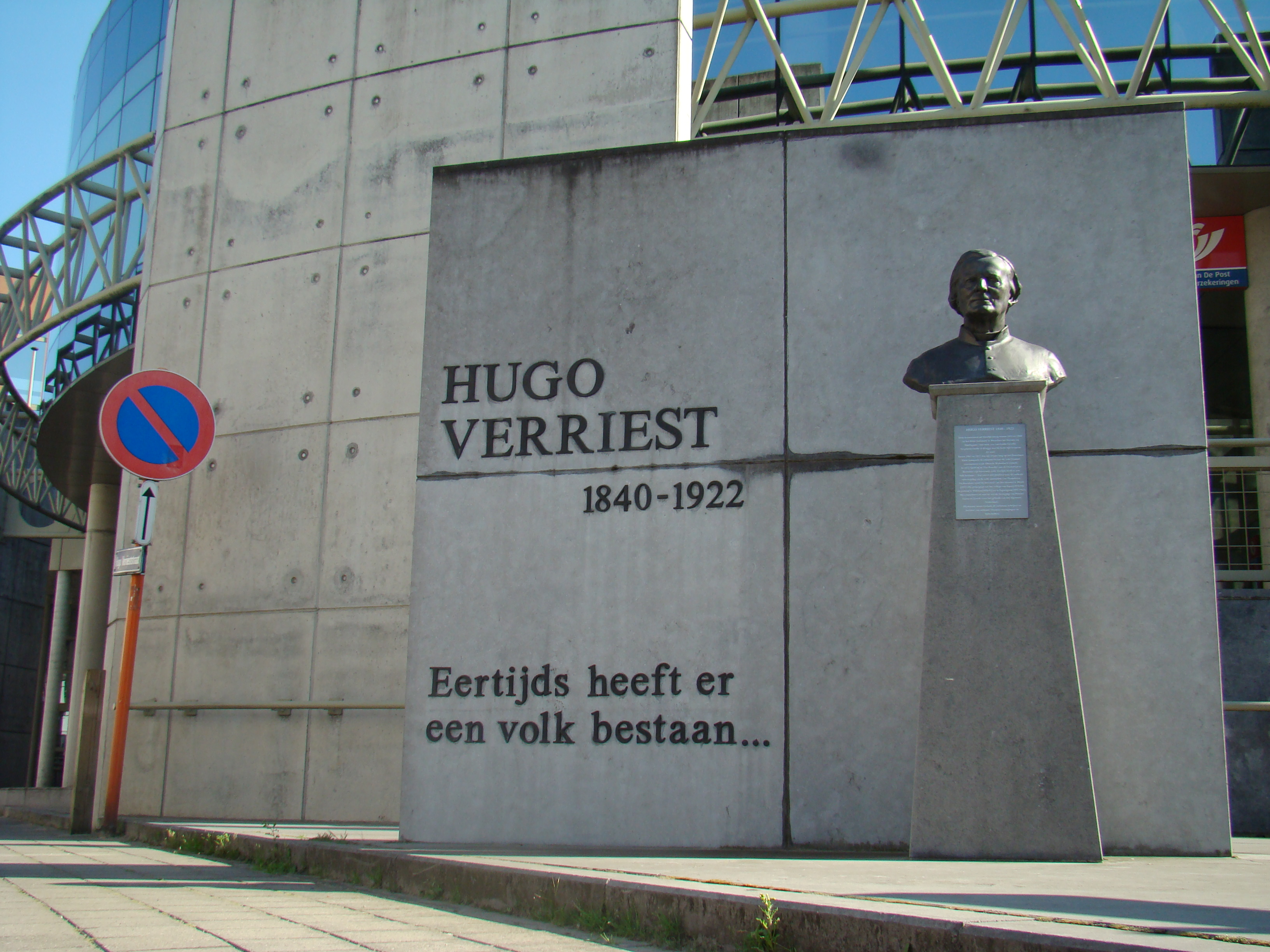
Beeld van Hugo Verriest aan de Hugo Verrieststraat in Roeselare

Hugo Verriest schreef biografieën van onder meer Guido Gezelle, Stijn Streuvels en Albrecht Rodenbach (Twintig Vlaamsche Koppen), verhalen en schetsen (Regenboog uit andere kleuren en Op wandel), alsook talloze artikels en verhandelingen over kunst en cultuur in verscheidene tijdschriften. Ook schreef hij romantisch-impressionistische gedichten, die overigens nooit gebundeld werden.

## Overlijden
Pastoor Verriest stierf in 1922 in Ingooigem. Dorpsgenoot Stijn Streuvels was een goede vriend van hem. Zij liggen naast elkaar begraven aan de Sint-Antoniuskerk in voornoemde gemeente.

## Eerbetoon

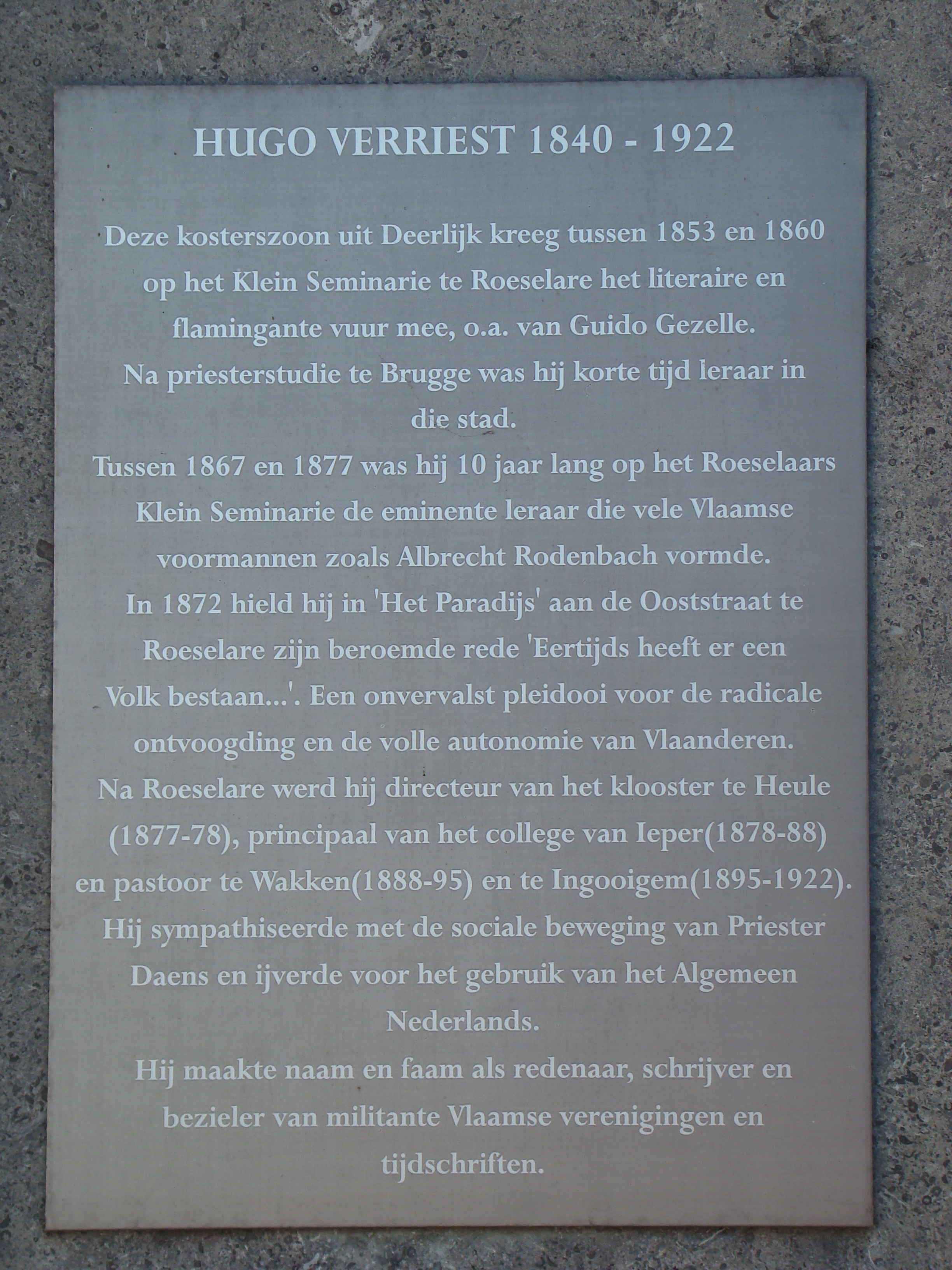
Tekst op de voet van het beeld van Hugo Verriest in Roeselare

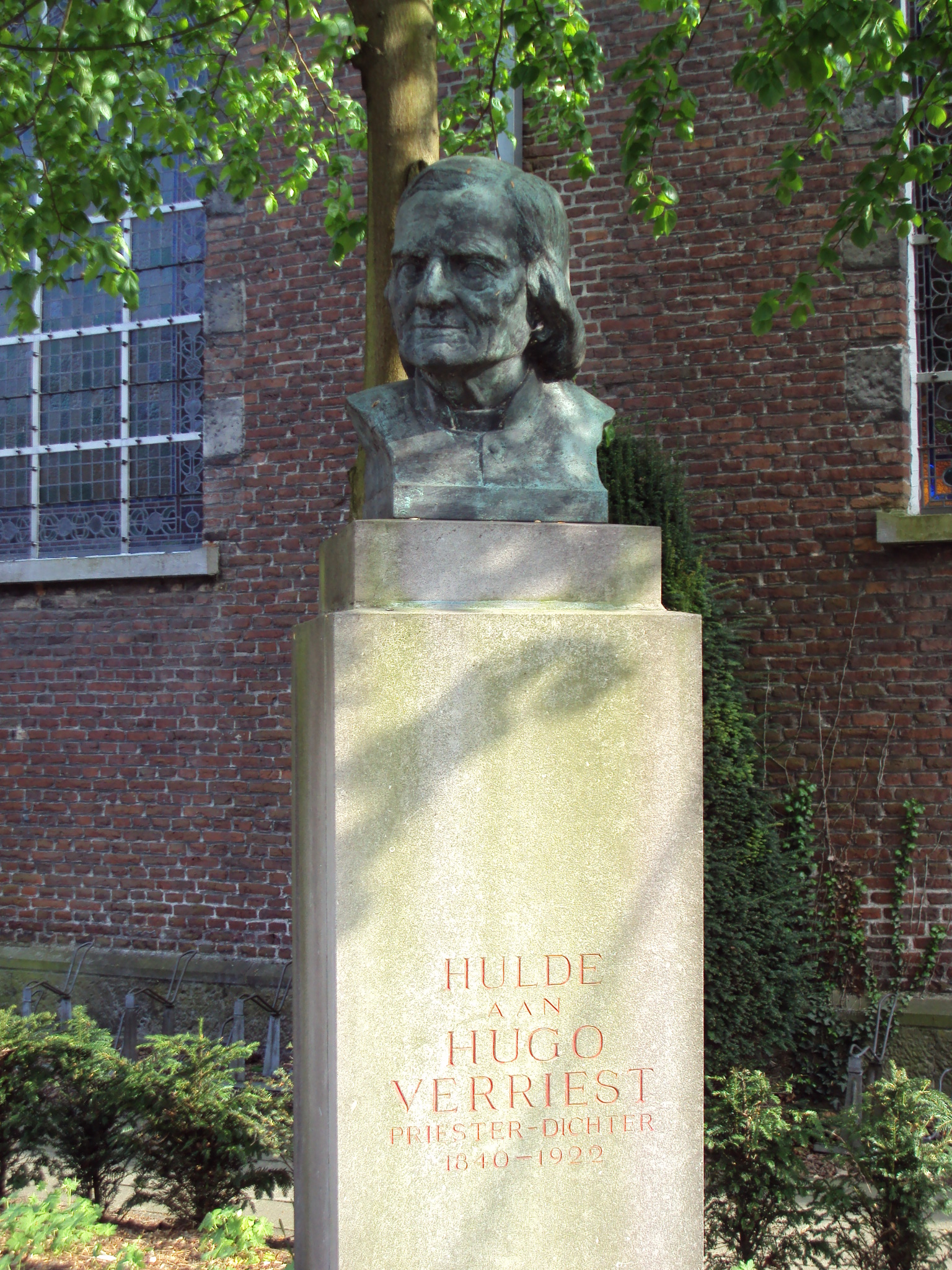
Buste Hugo Verriest aan de Sint-Columbakerk te Deerlijk

Vijf jaar na het overlijden van Hugo Verriest werd een herinneringsplaat ingehuldigd aan zijn geboortehuis in de Hoogstraat in Deerlijk.
Te zijner ere werden bustes opgericht in Deerlijk en Roeselare
Meer dan honderd straten, lanen en pleinen werden in Vlaanderen en Nederland naar Verriest vernoemd. Voor West-Vlaanderen is dit onder meer het geval in Wakken (Dentergem), Aartrijke (Zedelgem), Beernem, Blankenberge, Brugge, Harelbeke, Izegem, Jabbeke, Kortrijk, Ledegem, Roeselare, Torhout, Wevelgem en Zwevegem; elders bijvoorbeeld in Gent en in Nederland in Eindhoven, Tilburg en Waalwijk. 
In Deerlijk werd met de 'Verrieststraat' hulde gebracht aan het geslacht Verriest. Overigens heette het plein ten noorden van de Sint-Columbakerk van Deerlijk een tijdlang het Hugo Verriestplein.
Een politieboot in Oostende kreeg de naam 'Hugo Verriest'.
Hugo Verriest maakt samen met Pieter Jan Renier en René De Clercq deel uit van de zgn. 'Deerlijks drie groten', dit zijn de drie beroemdste personen van deze gemeente.

## Familie
Hugo Verriest werd geboren in een familie die verscheidene merkwaardige figuren heeft voortgebracht.
Zijn vader Petrus-Johannes Verriest (1796-1871) was koopman, parochiaal koster (in de Sint-Columbakerk) en armenmeester in Deerlijk. Hij werd geboren in de huidige Verrieststraat in de wijk De Trompe in Sint-Lodewijk (Deerlijk) en was gehuwd met Carolina Vanackere (1801-1886).
De kinderen:
- Karel Lodewijk Verriest (1828-1894); was achtereenvolgens gemeentesecretaris, notaris en burgemeester van Deerlijk.[11]
- Adolf Verriest (1830-1891), dichter en schepen van Kortrijk, was de eerste advocaat die in Kortrijk in het Nederlands pleitte.
- E.Z. Oda Verriest (1832-1918) was kloosteroverste bij de Dochters van Liefde.
- Louise Verriest (1835-1907) bleef ongehuwd en woonde in bij haar broer Hugo.
- Julie Verriest (1838-1908) was gehuwd met bierbrouwer Henri Sobry uit Zwevegem.
- Hugo Verriest zelf (1840-1922).
- Gustaaf Verriest (1843-1918) werd in Leuven hoogleraar in de geneeskunde en publiceerde essays over taal- en opvoedkunde, naast een studie over Guido Gezelle.
  - Zijn dochter Elisabeth Verriest (1879-1966) was gehuwd met Alexandre Galopin (1879-1944), de gouverneur van de Société Générale de Belgique (Generale Maatschappij van België). Zij waren de schoonouders van Pierre De Bonvoisin, voorzitter van de Generale Bank en grootouders van Benoît de Bonvoisin.

## Publicaties

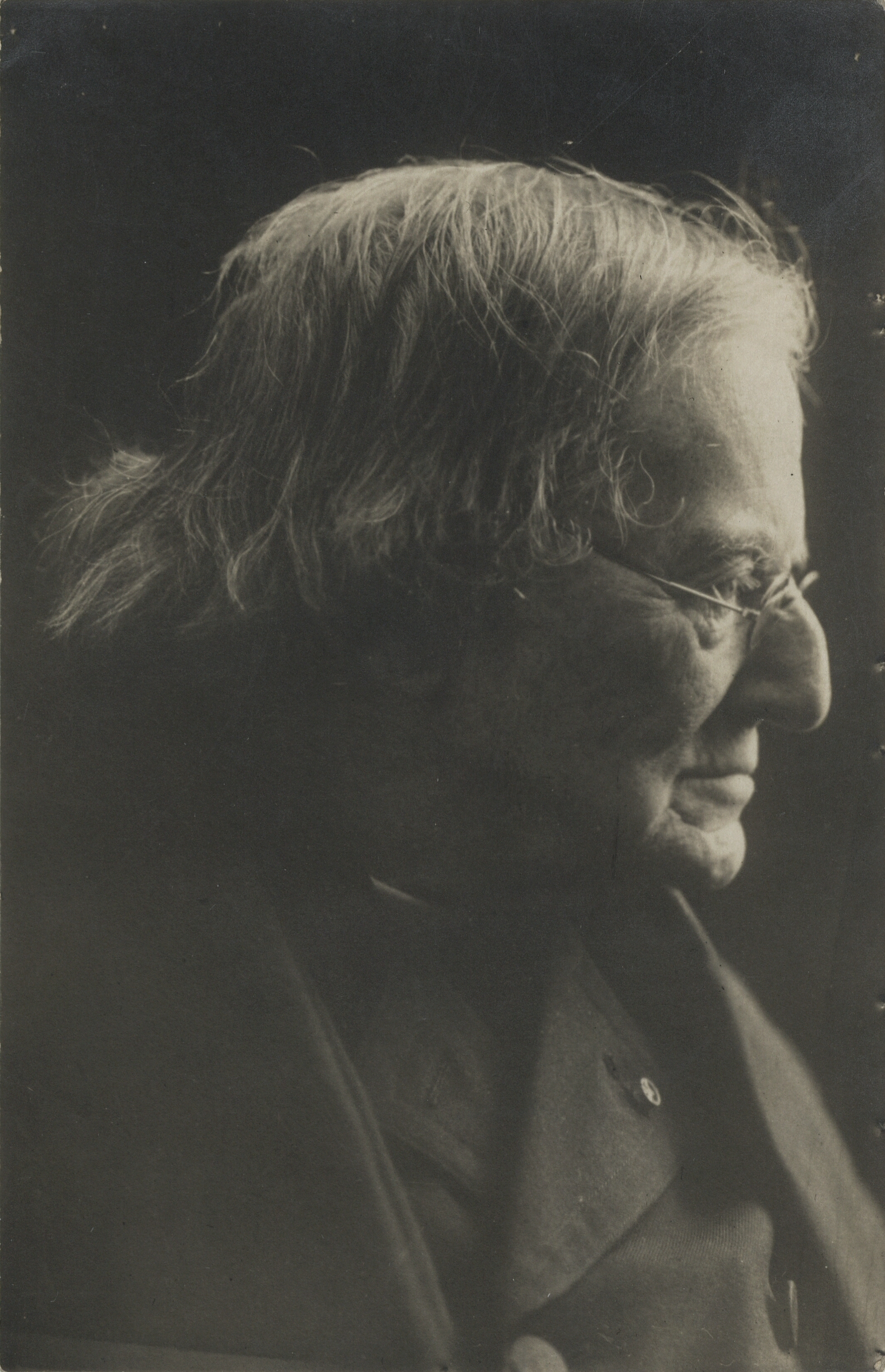
Verriest (1913)

- Regenboog uit andere kleuren, 1900
- Twintig Vlaamsche koppen, 1901
- Op wandel, 1903
- Voordrachten, 1904
- Drie geestelijke voordrachten (omvattend: Licht, Vroomheid, Sterkte), 1905.

## Literatuur

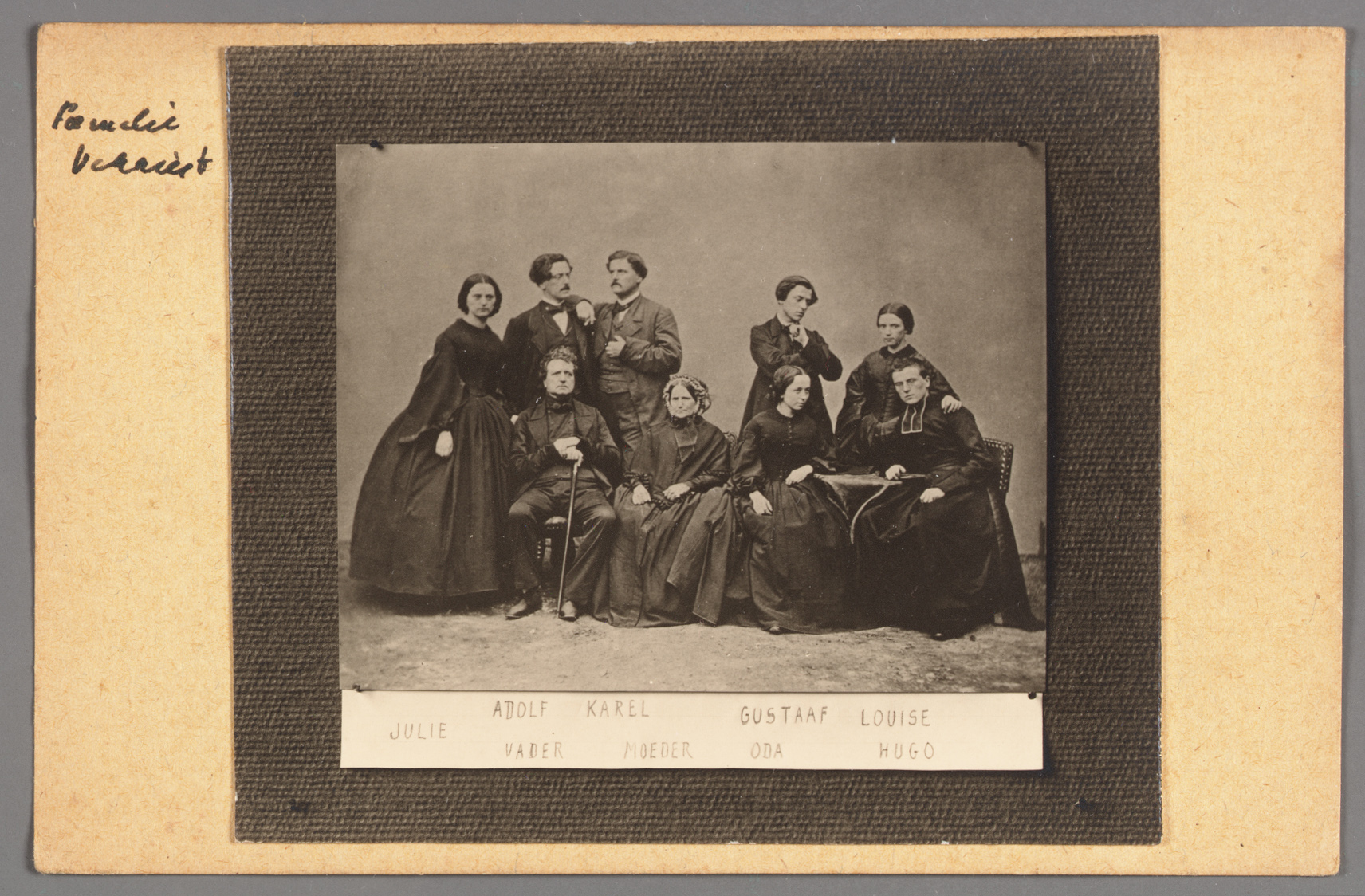
De familie Verriest in 1861
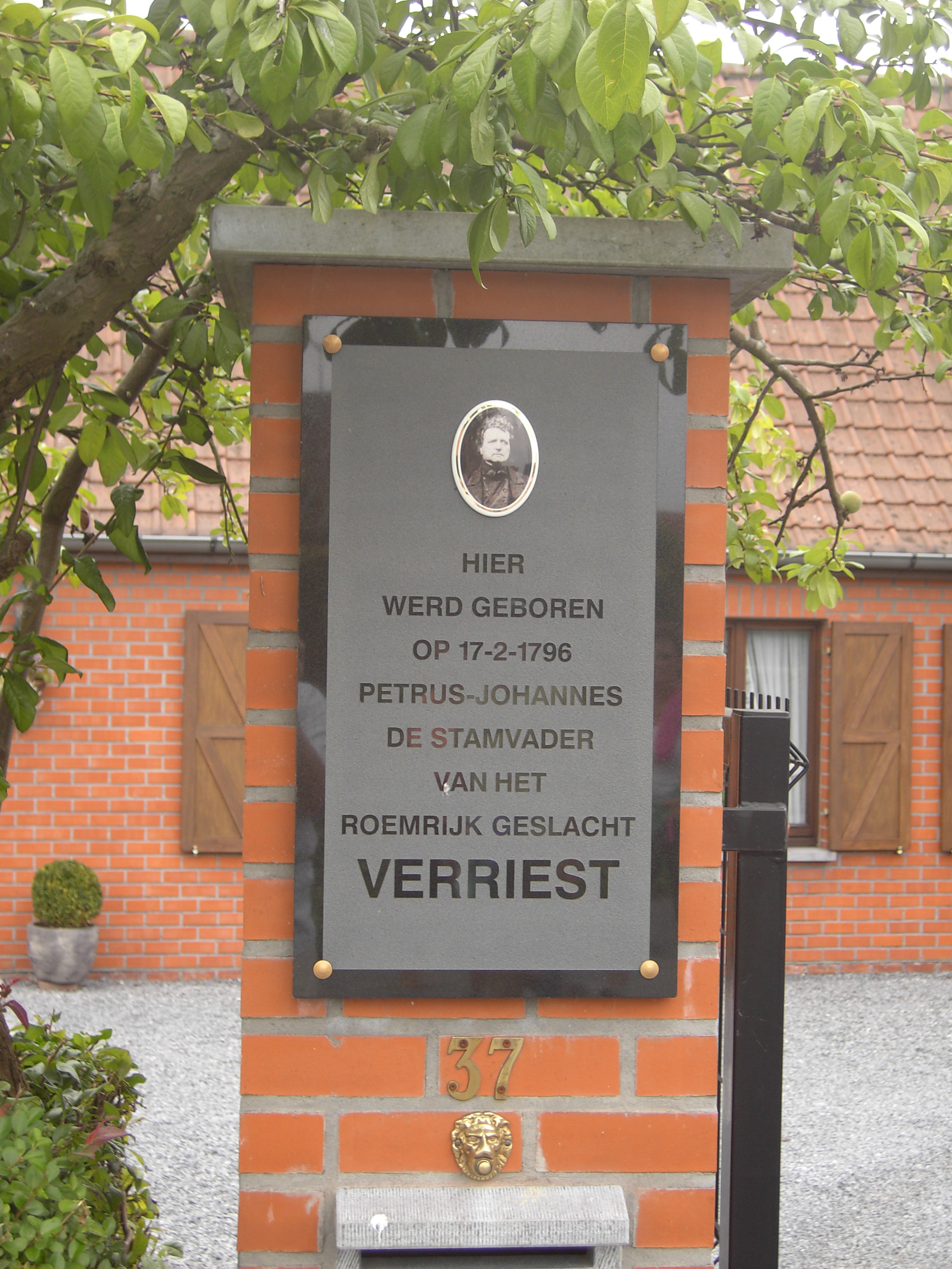
Geboorteplaats van de vader van Hugo Verriest te Sint-Lodewijk
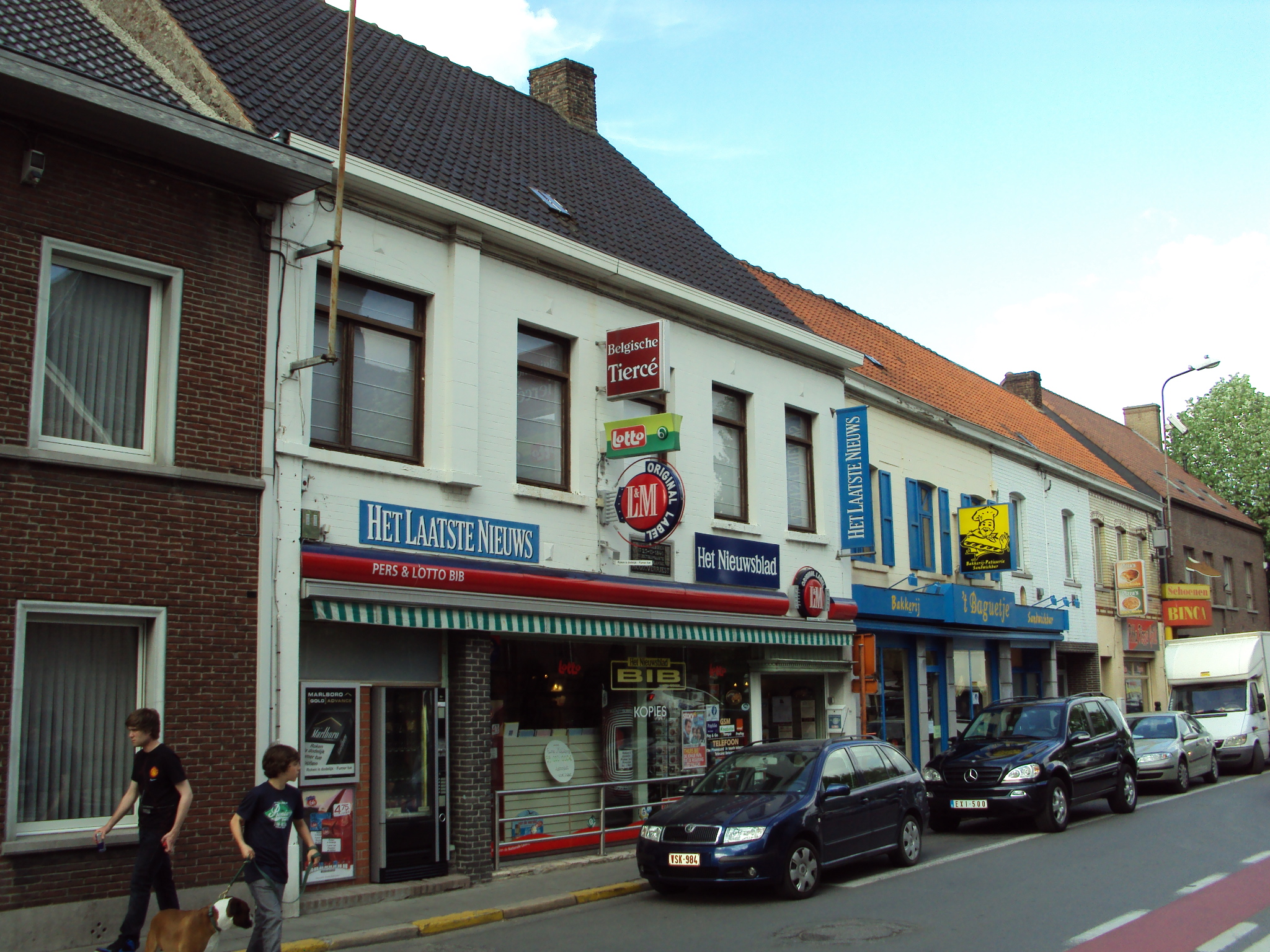
Geboortehuis van Hugo Verriest in het centrum van Deerlijk
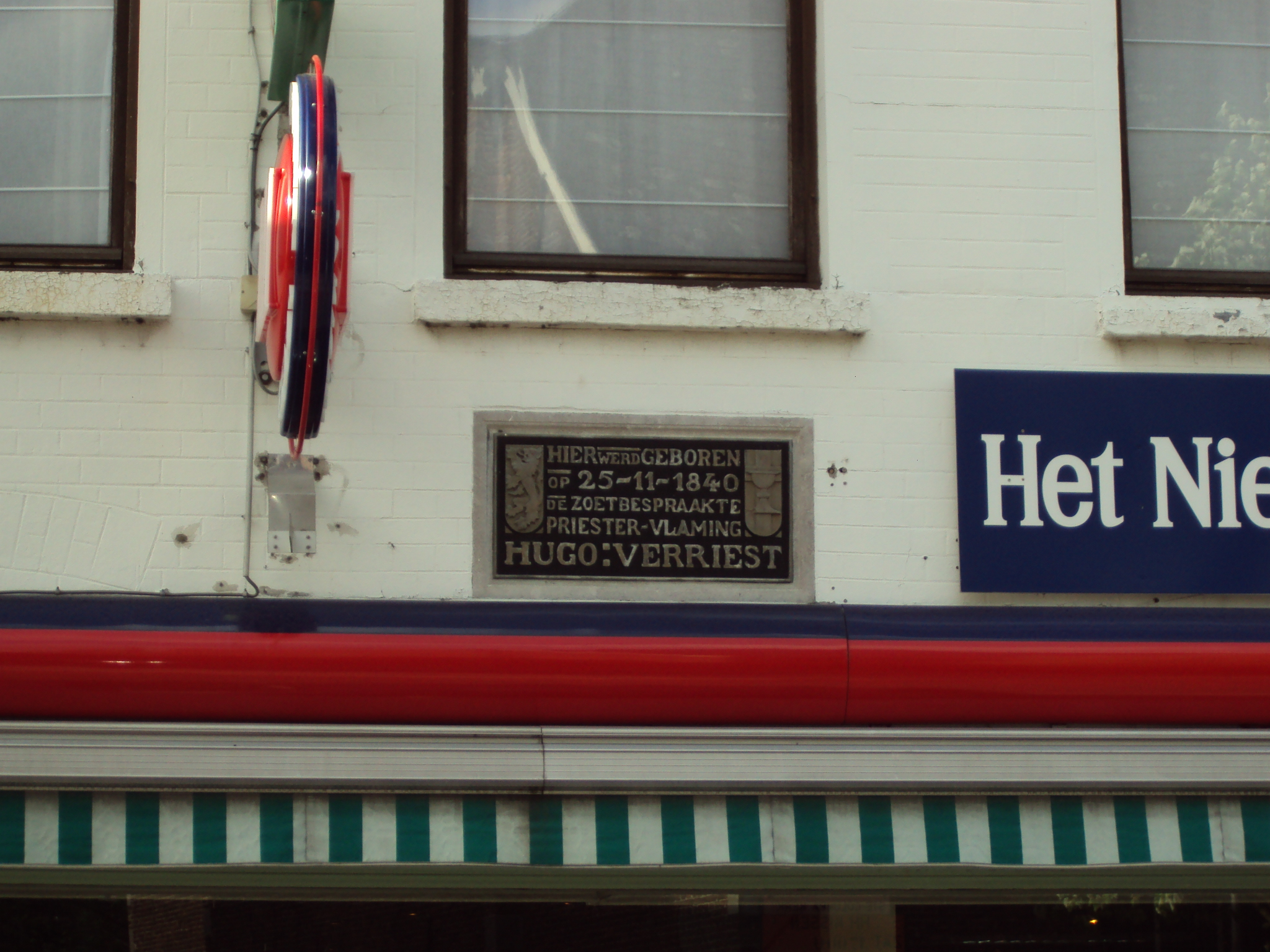
Herinneringsplaat aan het geboortehuis van Hugo Verriest